# Greetings from Asbury Park, N.J.
Greetings from Asbury Park, N.J. er det første studiealbum af Bruce Springsteen, udgivet i 1973 af Columbia Records. Det solgte kun 25.000 eksemplarer i det første år, men var en stor anmeldersucces, og er af Rolling Stone Magazine medtaget på listen over historiens 500 bedste album på en plads som nr. 379.

## Trackliste
Alle sange er skrevet af Bruce Springsteen.
Side et
1. . "Blinded by the Light" – 5:06
2. . "Growin' Up" – 3:05
3. . "Mary Queen of Arkansas" – 5:21
4. . "Does This Bus Stop At 82nd Street?" – 2:05
5. . "Lost in the Flood" – 5:17

Side to
1. . "The Angel" – 3:24
2. . "For You" – 4:40
3. . "Spirit in the Night" – 5:00
4. . "It's Hard to Be a Saint in the City" – 3:13

## Medvirkende

### E Street Band
- Clarence Clemons – klap, saxofon, vokal
- Vini Lopez – klap, trommer, vokal
- David Sancious – keyboard, orgel, klaver
- Bruce Springsteen – akustisk guitar, bas guitar, klap, conga, elektrisk guitar, harmonika, keyboard, klaver, vokal
- Garry Tallent – bas guitar

### Yderligere musikere
- Richard Davis – kontrabas på "The Angel"
- Harold Wheeler – klaver på "Blinded by the Light"
- Steven Van Zandt – lydeffekter på "Lost in the Flood"

### Produktion
- Louis Lehav – lydteknik
- Jack Ashkinazy – remixing
- John Berg – cover design
- Fred Lombardi – cover design